# Ромеро, Умберто
Умберто Ромеро Мартинес (исп. Humberto Romero Martínez; род. 11 октября 1964, Гвадалахара) — мексиканский футболист, защитник.

## Карьера

### Клубная карьера
Во взрослом футболе дебютировал в 1982 году в клубе «Леонес Негрос», где играл на протяжении большей части своей карьеры. Он провёл в общей сложности 12 сезонов, выступая в составе команды на позиции защитника.
В сезоне 1994/95 Ромеро перешёл в другой мексиканский клуб «Торос Неса». Он входил в состав команды, занявшей второе место на Летнем чемпионате 1997. Завершил карьеру футболиста в 1997 году.

### Карьера в сборной
13 января 1987 года провёл свой единственный матч в составе национальной сборной Мексики в товарищеской игре против сборной Сальвадора.